# Валдеево
Валдеево или Валдеевское озеро — озеро в Пышлицком сельском поселении Шатурского района Московской области, в 0,5 км к востоку от деревни Великодворье. Входит в группу Клепиковских озёр.

## Название
Озеро упоминается в материалах Генерального межевания 1790 года как Волдеево. В Сборнике статистических сведений по Рязанской губернии 1887 года озеро названо Валдеево.

## История
До конца XIX века через озеро с юго-запада на северо-восток протекала река Ялма, впадавшая далее в Пру. Однако, после прорытия канала от Ялмы у Великодворья в озеро Сокорево, соединяющееся с Прой ниже по течению, вода через Валдеево стала течь в другую сторону, образуя лишь одну из проток Пры. В результате этого озеро обмелело и практически исчезло, и на картах XX и XXI века, даже самых подробных, обычно даже не подписано.

## Физико-географическая характеристика
Озеро является пойменным разливом одной из проток реки Пры (ранее, Ялмы).
Для озера характерны отлогие, низкие берега. Прибрежная зона заболочена.
Глубина — до 1,5 м. Дно песчаное, покрыто илом. Вода полупрозрачная, торфяная с коричневой окраской. Видимость до 40 см.
Среди водной растительности распространены камыш, жёсткий тростник, стрелолист, ряска, элодея, телорез, рдесты; встречаются: кубышка, кувшинка, осоки, рогоз, земноводная гречиха, канадский рис, водокрас лягушачий, водяной хвощ, реже — сабельник, частуха подорожниковая. В озере обитают щука, окунь, ёрш, вьюн, карась, плотва, налим, линь, густера, лещ, редко попадается уклея. Встречаются ондатра, бобр, водяная крыса.
Озеро используется для рыболовства и охоты на перелётных птиц.